# Janneke Willemse
Janneke Willemse (ur. 4 października 1983 w Alkmaarze) – holenderska wioślarka.

## Osiągnięcia
- Mistrzostwa Europy – Poznań 2007 – ósemka – 6. miejsce[1].